# Narciso Perales
Narciso Perales Herrero (La Línea de la Concepción, 3 maart 1914 – Madrid, 18 juni 1993), was een Spaans falangistisch politicus. Hij studeerde medicijnen en behaalde de doctorstitel. In 1933 sloot hij zich aan bij de semi-fascistische Falange Española van José Antonio Primo de Rivera en Luis Ruiz de Alda. In 1935 werd hij een van de leiders van de falangistische studentenvakbond SEU (Sindicato Español Universitario).
Na het uitbreken van de burgeroorlog vestigde hij zich in de nationalistische zone en steunde hij Manuel Hedilla, de legitieme opvolger van José Antonio Primo de Rivera, die in november 1936 werd geëxecuteerd. De radicaal socialistische ideeën van Hedilla en Perales vonden echter weinig weerklank bij Franco en de Franco-aanhangers binnen de Falange. Nadat Hedilla door Franco was afgezet en gevangengenomen, keerde Perelas zich tegen Franco.
In 1939 richtte Perelas de Falange Española Auténtica op om de geest van het revolutionair falangisme van José Antonio levend te houden. Na de Tweede Wereldoorlog richtte hij samen met enkele dissidente falangisten en anarchisten van de CNT de Alianza Sindicalista op. Na de vrijlating van Hedilla in 1946 vormde hij met hem een neo-falangistische club op. In 1959 sloot hij zich aan bij de Círculos Doctrinales José Antonio, een club die het gedachtegoed van José Antonio Primo de Rivera bestudeerde. De leden van de Círculos twijfelden geen moment aan de revolutionaire boodschap van José Antonio en de authentieke Falange.
In 1963 richtte Perelas de revolutionaire, antikapitalistische en syndicalistische Frente Nacional de Trabajadores, met Hedilla als jefe (leider). Later kreeg de organisatie de naam: Frente Sindicalista Revolucionario (FSR). De FSR keerde zich tegen Franco en streefde een antikapitalistische en syndicalistisch-socialistische orde na. De organisatie werd vrijwel direct illegaal verklaard, waarna er contacten met de linkse oppositie werden gelegd (die eveneens illegaal was). Desondanks waren zijn pogingen om stakingen tegen het regime uit te lokken weinig succesvol, omdat maar weinig arbeiders sympathiseerden met de FSR. Na de dood van Franco werd hij voorzitter van de door de hedillista's (aanhangers van Hedilla) gedomineerde FE de las JONS Auténtica (FEA). Deze club bleef, zoals alle neo-falangistische organisaties in het post-franquistische Spanje een miniem clubje.
Zie ook: Manuel Hedilla - José Antonio Primo de Rivera
- Biblioteca Nacional de España: XX1261150
- Catàleg d'autoritats de noms i títols de Catalunya: 981058524750506706
- Système universitaire de documentation: 130004375
- Virtual International Authority File: 195126356
- WorldCat: E39PBJpDTwGQ9jMKpbjq3CR3Qq